# فلاديمير مامينوف
فلاديمير مامينوف (بالروسية: Маминов, Владимир Александрович)‏ (4 سبتمبر 1974 روسيا - ) هو لاعب كرة قدم أوزبكستاني، يلعب كلاعب وسط.

## مسيرته الكروية
لعب فلاديمير مامينوف خلال مسيرته الاحترافية مع ناديين في ثمانية عشر موسمًا وسجل خلالها 35 هدفًا ضمن 355 مباراة. حيث فاز في خمسة مواسم بالكأس وفي موسمين بالدوري.
خاض فلاديمير مامينوف مسيرته مع FC Kazanka Moscow ‏ في موسم 1992 واستمر معه طيلة ثلاثة مواسم، مشاركًا في 66 مباراة سجل خلالها 4 أهداف. ثم انتقل إلى نادي لوكوموتيف موسكو في موسم 1994 ليلعب معه خمسة عشر موسمًا، حيث شارك في 289 مباراة سجل خلالها 31 هدفًا.

## وصلات خارجية
فلاديمير مامينوف على موقع الاتحاد الدولي (مؤرشف)  (الإنجليزية)
- فلاديمير مامينوف على موقع قاعدة بيانات كرة القدم.إي يو (الإنجليزية)
- فلاديمير مامينوف على موقع ناشيونال فوتبول تيمز (الإنجليزية)
- فلاديمير مامينوف على موقع Soccerway.com (الإنجليزية)